# Polywürfel
Ein Polywürfel (oder Polykubus) ist ein Körper, der aus {\displaystyle n} zusammenhängenden Würfeln besteht. Für kleine {\displaystyle n} sind die Bezeichnungen Monowürfel ({\displaystyle n=1}), Biwürfel ({\displaystyle n=2}), Triwürfel ({\displaystyle n=3}), Tetrawürfel ({\displaystyle n=4}), Pentawürfel ({\displaystyle n=5}), Hexawürfel ({\displaystyle n=6}), Heptawürfel ({\displaystyle n=7}), Oktawürfel ({\displaystyle n=8}) üblich.
Die Anzahl verschiedener Polywürfel wächst mit zunehmender Würfelanzahl {\displaystyle n\geq 1} sehr schnell: 1, 1, 2, 8, 29, 166, 1023, 6922, 48311, 346543, … (OEIS, A000162). Sie unterteilen sich in die Folge
- der ebenen (planaren) Polywürfel, welche den Polyominos entsprechen: 1, 1, 2, 5, 12, 35, 108, 369, 1285, 4655, … (OEIS, A000105) und
- der räumlichen (stereometrischen) Polywürfel: 0, 0, 0, 3, 17, 131, 915, 6553, 47026, 341888, … (OEIS, A006759).

## Anwendungen
Die Polywürfel finden zum einen im Mathematikunterricht der Primar- und Sekundarstufe Verwendung, wo sie hauptsächlich der Schulung des räumlichen Vorstellungsvermögens und zur Untersuchung einfacher Eigenschaften dienen, zum anderen
bei geometrischen Spielen wie dem Herzberger Quader, wo der freien und kreativen Gestaltung beim Entwickeln und Erfinden von Formen und Strukturen praktisch keine Grenzen gesetzt sind.

### Triwürfel
Es gibt zwei verschiedene Triwürfel, nämlich die den Triominos entsprechende I- und L-Form.
Aus neun L-förmigen Triwürfeln lässt sich ein (3 × 3 × 3)-Würfel zusammenfügen.

### Tetrawürfel

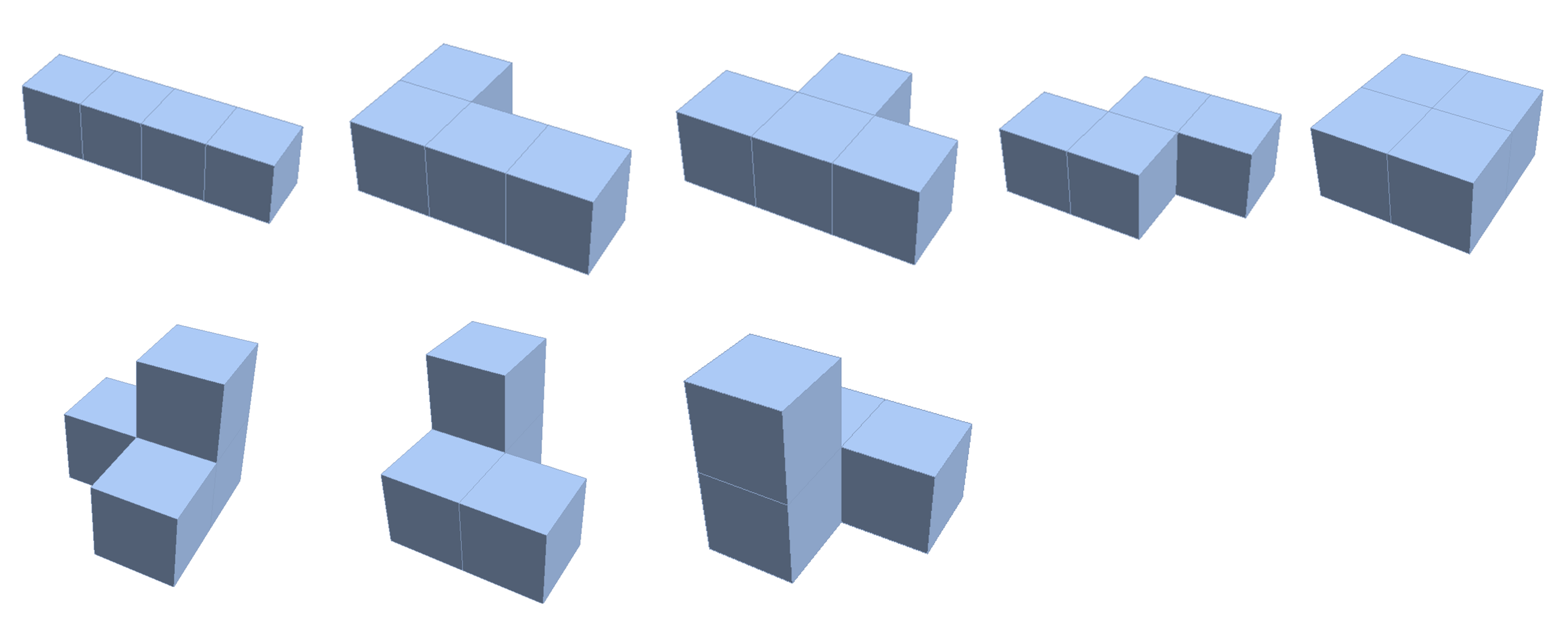
Die 8 Tetrawürfel: I, L, T, S, Quadrat, Dreibein, linksdrehende Schraube, rechtsdrehende Schraube

Es gibt acht verschiedene Tetrawürfel, nämlich 5 ebene (Tetrominos) und 3 räumliche.
| Tetrawürfel | Volumen | Oberfläche | Kantensumme | # Ecken | # Flächen | # Kanten |
| ----------- | ------- | ---------- | ----------- | ------- | --------- | -------- |
| I           | 4       | 18         | 24          | 8       | 6         | 12       |
| L           | 4       | 18         | 26          | 12      | 8         | 18       |
| L1          | 4       | 18         | 28          | 15      | 9         | 21       |
| L2          | 4       | 18         | 30          | 17      | 12        | 24       |
| L3          | 4       | 18         | 28          | 15      | 9         | 21       |
| N           | 4       | 18         | 28          | 16      | 10        | 24       |
| O           | 4       | 16         | 20          | 8       | 6         | 12       |
| T           | 4       | 18         | 28          | 16      | 10        | 24       |

Für die ebenen Tetrawürfel gilt der Eulersche Polyedersatz: # Ecken + # Flächen = # Kanten + 2.
Der Somawürfel – ein (3 × 3 × 3)-Würfel – ist aus den sieben irregulären Tri- und Tetrawürfeln, d. h. denjenigen mit einspringender Kante, zusammengesetzt.

### Pentawürfel

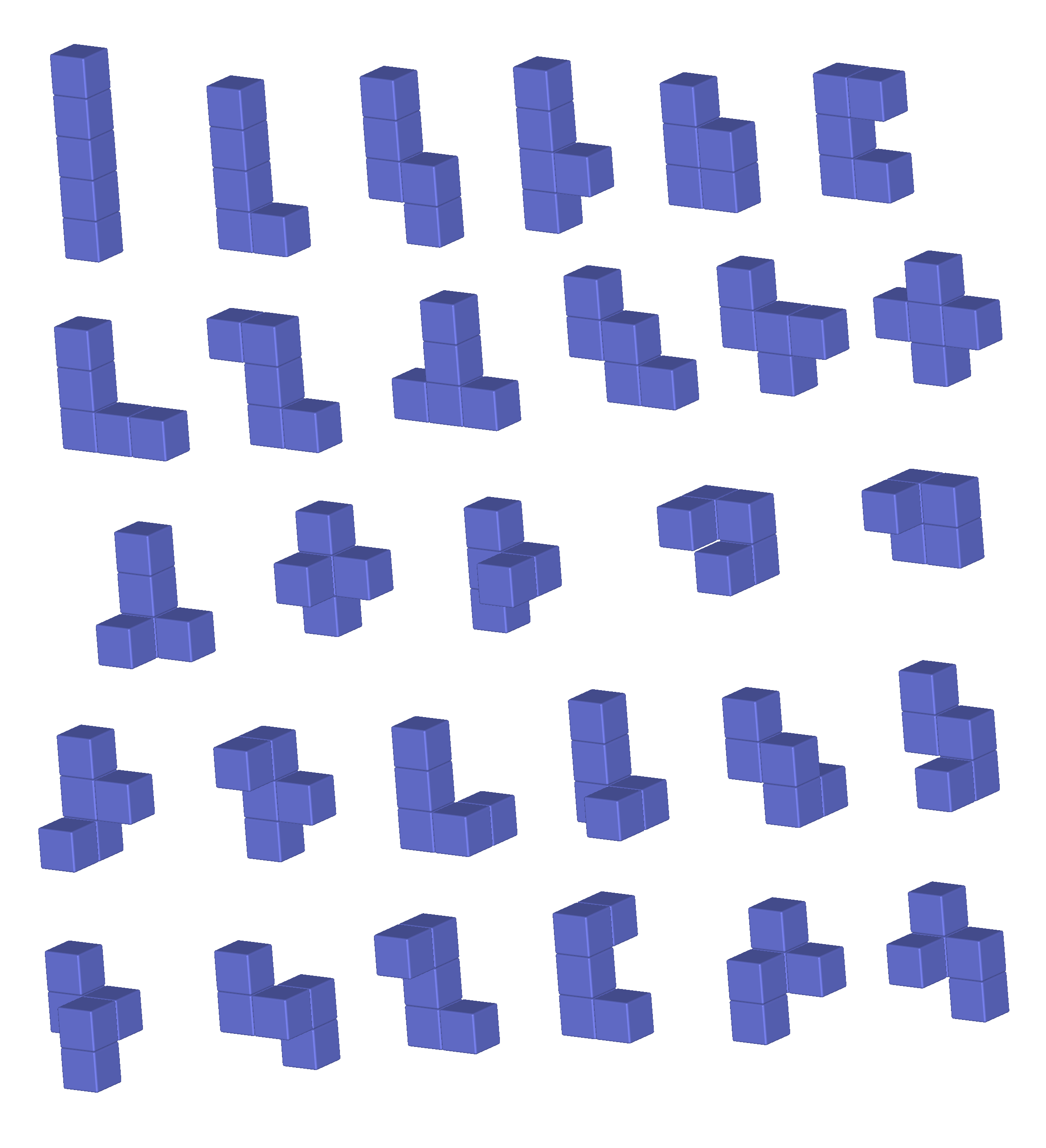
Die 29 Pentawürfel

Aus fünf Einheitswürfeln lassen sich insgesamt 29 verschiedene Pentawürfel bilden, nämlich die 12 ebenen (planaren) Pentawürfel, die das räumliche Pendant zu den 12 Pentominos darstellen, sowie die 17 räumlichen (stereometrischen) Pentawürfel, von denen 5 symmetrisch sind und 6 mit je einem entsprechenden Spiegelbild.
Der Mathematiker David A. Klarner fand heraus, dass sich 25 Y-Pentawürfel zu einem (5 × 5 × 5)-Würfel zusammenfügen lassen. Es gibt 1264 verschiedene Lösungen.
Wenn man von den 29 Pentawürfeln die vier weglässt, die in einer Richtung 4 oder 5 Einheitswürfel haben (Pentominoform I, L, N und Y), kann man mit den restlichen 25 Teilen den sogenannten Dorian-Würfel – ein nach dessen Erfinder Joseph Dorrie benannter (5 × 5 × 5)-Würfel – zusammenfügen.

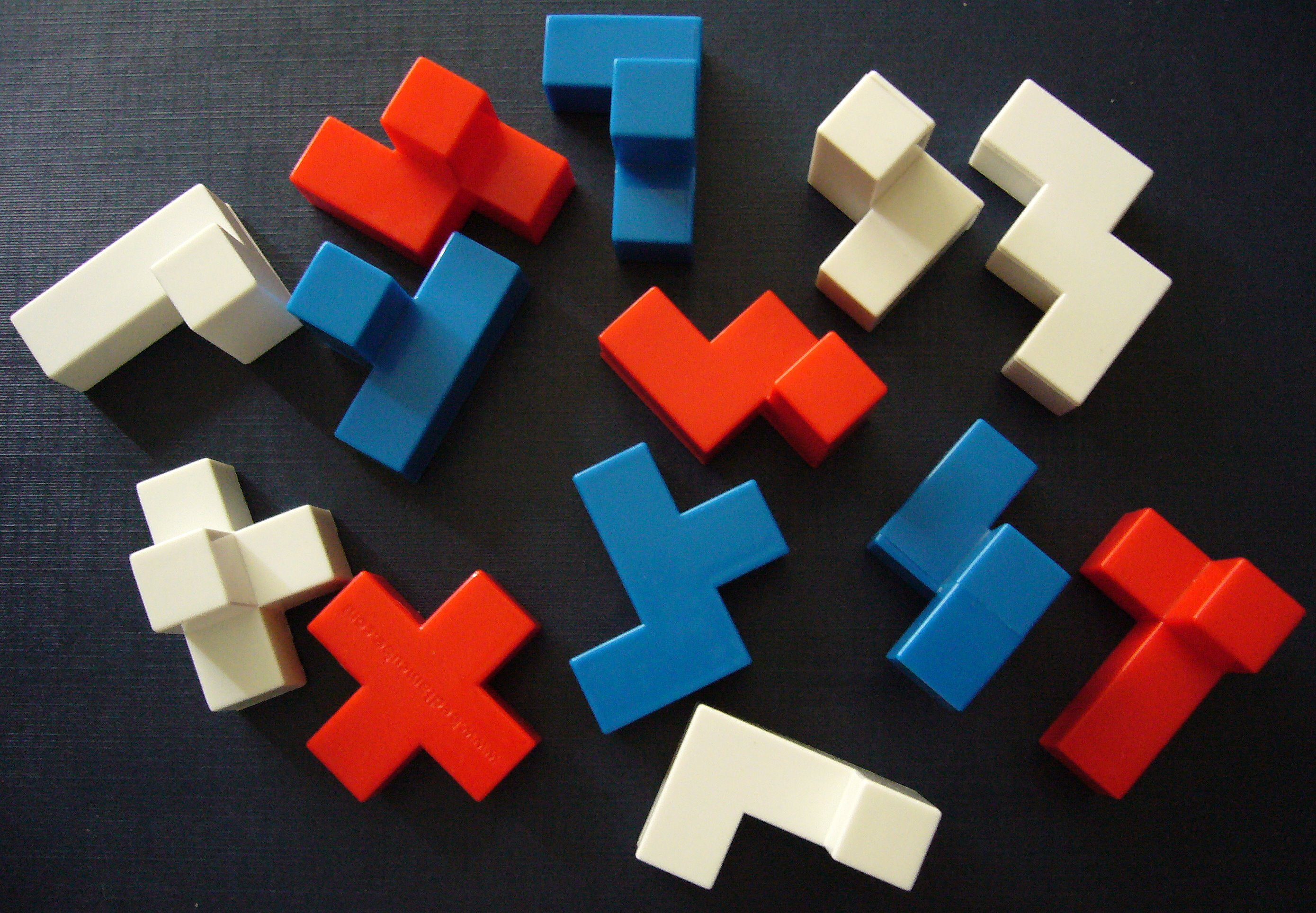
Zwölf Pentawürfel und ein Tetrawürfel die sich zu einem Würfel zusammensetzen lassen

Aus 12 Pentawürfeln und 1 Tetrawürfel kann man den von dem britischen Puzzleerfinder Bruce Bedlam erfundenen Bedlam-Würfel – ein (4 × 4 × 4)-Würfel – bauen. Es gibt 19.186 verschiedene Lösungen.
Ein weiterer (4 × 4 × 4)-Würfel lässt sich aus zehn spiegelbildlich unterschiedlichen (L2, L4, S1, S2, V1) und zwei (L3, T1) Pentawürfeln sowie dem L-Tetrawürfel zusammensetzen.
Das Computerspiel BlockOut basiert auf Polywürfeln vom Monowürfel bis zu Pentawürfeln.

### Heptawürfel

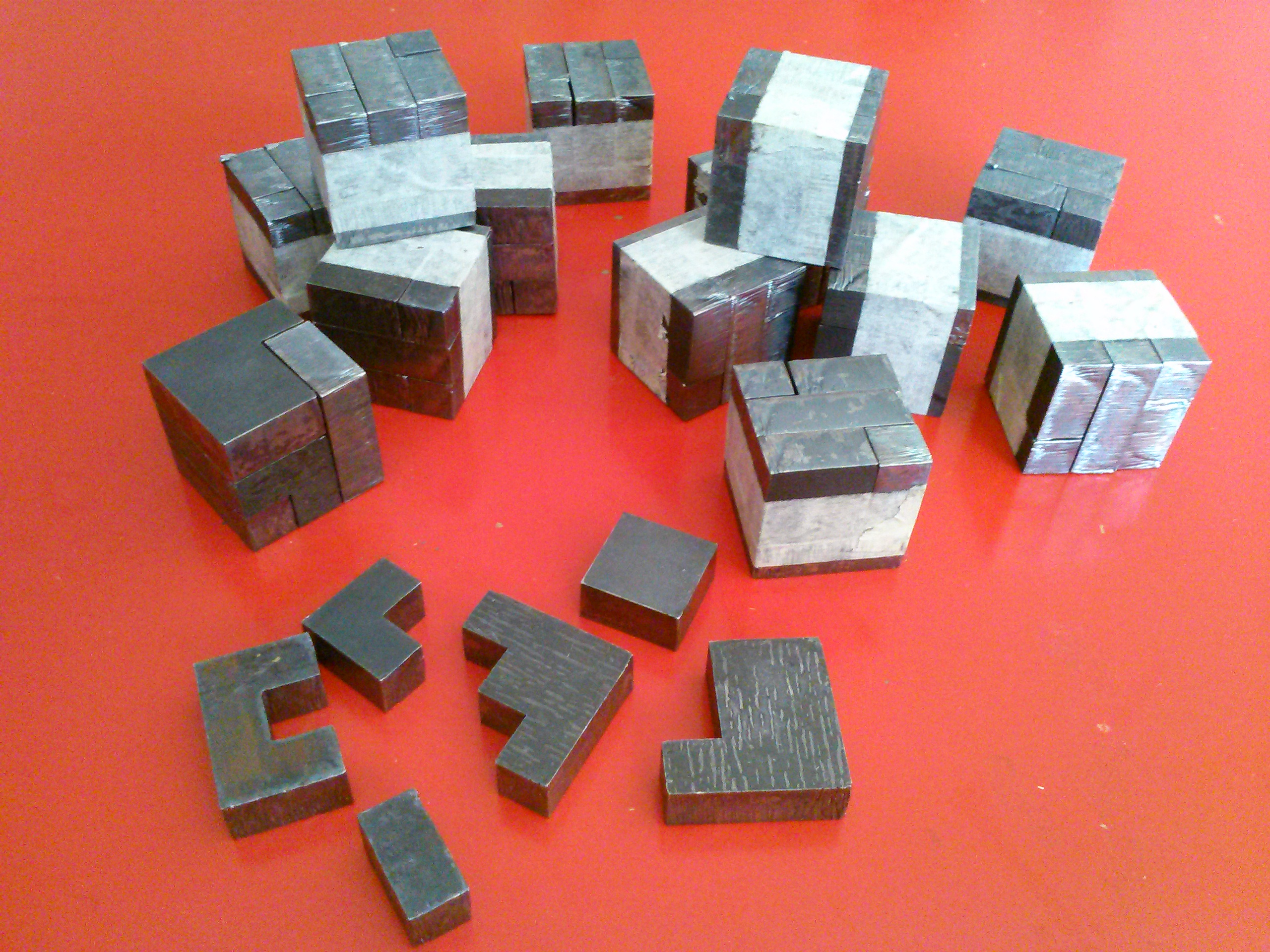
Ein zerlegter und einige zusammengesetzte Diabolische Würfel.

Aus je einem Di-, Tri, Tetra-, Penta-, Hexa- und Heptawürfel lässt sich ein (3 × 3 × 3)-Würfel zusammensetzen, der als „Diabolischer Würfel“ bekannt ist. Es ist eines der ältesten Würfelzerlegungspuzzles und wurde erstmals 1893 von dem Rechtsanwalt Angelo John Lewis (1839–1919) – unter dem Pseudonym Professor Louis Hoffmann – in Puzzles Old and New erwähnt. Es gibt 13 verschiedene Lösungen.

### Oktawürfel
Eine Untergruppe von 261 der 6553 räumlichen Oktawürfel stellen geometrisch gesehen das dreidimensionale Netz eines Tesserakts, also eines vierdimensionalen Hyperwürfels dar, da er durch 8 würfelförmige Zellen begrenzt wird. Künstlerisch ist eine dieser Möglichkeiten durch den spanischen Maler Salvador Dalí in seinem 1954 entstandenen Gemälde Crucifixion (Corpus Hypercubus) verwendet worden.

## Verwandte Themen
- Polyomino – das zweidimensionale Pendant mit Quadraten